# گدارزرد (جیرفت)
گدارزرد، روستایی از توابع بخش جبالبارز شهرستان جیرفت در استان کرمان ایران است  تا چندین سال قبل تولید مرکبات این روستا اعم از پرتقال واشنگتن که بسیار مرغوب است رونق بسیار بالایی داشت و جز مرغوبترین وگرانترین مرکبات ایران بود ولی به دلیل خشکسالی های بی سابقه  و متوالی و عدم حمایت کافی متولیان امر مرکبات این منطقه بسیار کاهش یافته  ودر سالیان اخیر نیزکشت  خرمای پیارم در این منطقه شروع شده  است همچنین در این روستا   معدن مرمری وجود دارد که از آن آب خارج می شود که منظره جالبی به این روستا بخشیده است ومعدن مذکور نیز سالیان متوالی است که غیرفعال است وساکنین این روستا رانیز طایفه شهابی تشکیل می دهند

## جمعیت
این روستا در دهستان سغدر قرار دارد و براساس سرشماری مرکز آمار ایران در سال ۱۳۸۵، جمعیت آن ۳۲ نفر (۸خانوار) بوده‌است.